# Ondřej Kokorský
Ondřej Kokorský (* 2. ledna 1981 Kyjov) je český divadelní a televizní herec. Mezi jeho nejznámější role patří moderátor Cyril v seriálu Dobré ráno, Brno! a Igor v dramatu Chyby.

## Životopis
Vystudoval střední nábytkářskou školu a poté herectví na JAMU v Brně. Od roku 2011 je v divadelním angažmá v Divadle Husa na provázku. Zde ztvárnil mimo jiné role Jiřího Muchy v dramatu Kateřiny Tučkové Vitka, hlídače v Chazarském slovníku nebo Španěla v Donu Quijotovi. Hostoval též ve Slováckém divadle, kde si zahrál Frankieho v inscenaci Dealer’s Choice (kdo rozdává, rozhodne).
Jeho celovečerní filmový debut přišel v roce 2021, kdy si v dramatu Jana Prušinovského Chyby zahrál Igora, nejlepšího kamaráda hlavního hrdiny, jehož přítelkyně v minulosti točila pornografické filmy. S Prušinovským znovu spolupracoval o dva roky později, kdy ztvárnil jednu z hlavních rolí, moderátora Cyrila Lomného, v televizním seriálu Dobré ráno, Brno!.

## Filmografie
| Rok  | Název                      | Role                    | Poznámky                                     |
| ---- | -------------------------- | ----------------------- | -------------------------------------------- |
| 2011 | Janek a Anežka             | zbrojnoš Petr           | studentský film                              |
| 2013 | Hlas hrdiny                | mladý křižák            | studentský film                              |
| 2014 | Kriminálka Anděl           | jachtař                 | televizní seriál, díl: Jachtklub             |
| 2015 | Svatojánský věneček        | velitel vojáků          | televizní film                               |
| 2016 | Doktor Martin              |                         | televizní seriál, díl: Porod                 |
| 2017 | Život a doba soudce A. K.  | obžalovaný Martin Pokoš | televizní seriál, díl: Bílý svině            |
| 2017 | Labyrint                   | policista Brázda        | televizní seriál, 2 díly                     |
| 2019 | Princezna a půl království | lokaj                   | televizní film                               |
| 2019 | Marie Terezie              | francouzský velitel     | televizní minisérie                          |
| 2021 | Chyby                      | Igor                    | celovečerní filmový debut                    |
| 2021 | 1. mise                    |                         | televizní seriál, díl: Vyhoďme ho z kola ven |
| 2021 | Hlava Medúzy               | Matějka                 | televizní seriál, díl: Smrt na zámku         |
| 2021 | Hraj něco!                 |                         | internetový seriál                           |
| 2023 | Dobré ráno, Brno!          | moderátor Cyril Lomný   | televizní seriál, jedna z hlavních rolí      |